# Three Times a Lady
Three Times a Lady è una canzone pop-soul incisa nel 1978 dal gruppo musicale statunitense dei Commodores e facente parte dell'album Natural High Autore del brano è l'allora frontman del gruppo Lionel Richie.
Il singolo, pubblicato su etichetta discografica Motown Records e prodotto dal gruppo stesso e da James Anthony Carmichael, raggiunse il primo posto delle classifiche negli Stati Uniti e nel Regno Unito (dove rimase in testa per 5 settimane), il secondo posto in Nuova Zelanda e il terzo nei Paesi Bassi. Si tratta della prima hit scritta da Richie, nonché del singolo della Motown Records di maggiore successo nelle classifiche britanniche.
La canzone è stata inserita nella colonna sonora della telenovela brasiliana Dancin' Days.
Numerosi artisti hanno in seguito inciso una cover del brano.

## Storia
(Lionel Richie in un'intervista rilasciata nel 1979 alla rivista Blues & Soul)
Ad ispirare Lionel Richie nella composizione del brano nel 1978 fu l'anniversario di matrimonio dei genitori e, in particolare, il discorso fatto in quell'occasione dal padre che raccontava come la moglie fosse al suo fianco da ben 37 anni. Questa circostanza  fece pensare al cantante al suo stesso matrimonio.

## Testo
Il protagonista del brano è un uomo che ripensa ai bei momenti trascorsi sinora assieme alla compagna, che definisce non come "una donna", ma come "due, tre volte una donna" e alla quale rinnova il suo amore.

## Tracce

### 45 giri (versione 1)[1]
1. Three Times a Lady – 3:35
2. Look What You've Done To Me – 3:53

1. Three Times a Lady – 3:35
2. Can't Let You Tease Me – 3:18

## Classifiche
| Classifica    | Posizione massima | Nr. di settimane |
| ------------- | ----------------- | ---------------- |
| Austria       | 20                | 4                |
| Belgio        | 7                 | 11               |
| Germania      | 30                | 11               |
| Norvegia      | 5                 | 10               |
| Nuova Zelanda | 2                 | 18               |
| Paesi Bassi   | 3                 | 13               |
| Regno Unito   | 1                 |                  |
| Stati Uniti   | 1                 |                  |

## Cover
Tra gli artisti che hanno inciso o eseguito pubblicamente una cover del brano, figurano  (in ordine alfabetico):
- A1 (2001)
- Bill Anderson (1979)
- Brotherhood Of Man (1980)
- Michael Chapdelaine (1995)
- Louis van Dijk & The London Studio Orchestra (1993)
- Allison Durbin (1978)
- Sandra Feva (1979)
- Joshua Gracin (2003)
- Isaac Hayes
- Bart Herman (1995)
- Jem (2014)
- The King's Singers (1980)
- Pepe Lienhard Orchestra
- Portrait
- Stig Rossen (1993)
- The Shadows (1986)
- Slizzy Bob
- T.B.C.V.
- Conway Twitty (1983)
- Piet Veerman con The New Cats (1980)